# José Noriega Agüera
José Noriega Agüera (22 de julio de 1920, El Bustiu, Villaviciosa - 16 de marzo de 2006, Gijón) cantante asturiano de tonada.

## Inicios, primeros éxitos y grabaciones
Nace en el seno de una humilde familia de labradores, en el Bustiu, un pueblín del concejo de Villaviciosa. Primero de tres hermanos, en su familia casi todos cantaban, cantaba muy bien su abuela, cantaban sus padres (dice que su madre, Josefa, era algo "fuera de serie") y cantaba su hermana Nieves.
Se aficiona siendo muy niño a la canción asturiana. Se puede decir que aprendió a cantar en la cuna. Meciéndole en ella, su madre le susurraba una curiosa nana con sabor a asturianada con la que el pequeño José se dormía: "Enramáronte la puerte querida, los militares, creyendo que yeren claveles y eren ramos de pescales".
Él dice que ya nació cantando. Con tres añinos hacía sus pinitos; solía meter la cabeza en un tonel de sidra porque "me gustaba el eco de mi voz". Siendo chiquillo no se atrevía a cantar en público y cuando iba a alguna romería y le animaban, cuenta que se escondía debajo de las mesas para hacerlo sin ser visto.
Con 12 años consigue su primer galardón, obtiene el primer premio en el Concurso de Tonada de les fiestes de "El Portal", en Villaviciosa.
Por la radio escuchaba cantar a "La Busdonga", Juanín de Mieres, Miranda, "El Presi", ... Y fue afianzándose en esa afición cantando a la gaita al estilo carreñanu y con especial dedicación al de les mariñes, género arraigado en las zonas de Villaviciosa, Gijón y Avilés, interpretando la tonada con un toque personal aunque no exento de pureza.
A los 26 años participa en el Concurso de Canciones Regionales de España, emitido por "Radio Madrid" llamado "Fiesta en el Aire", siendo considerado como la voz más potente del concurso; la prensa madrileña lo califica entonces como "el hombre de los cuatro pulmones".
En 1954 graba sus primeros discos en Barcelona con la compañía Emi-Odeón, dos vinilos de 45 rpm.

## Concurso de "Región" y gira por Latinoamérica

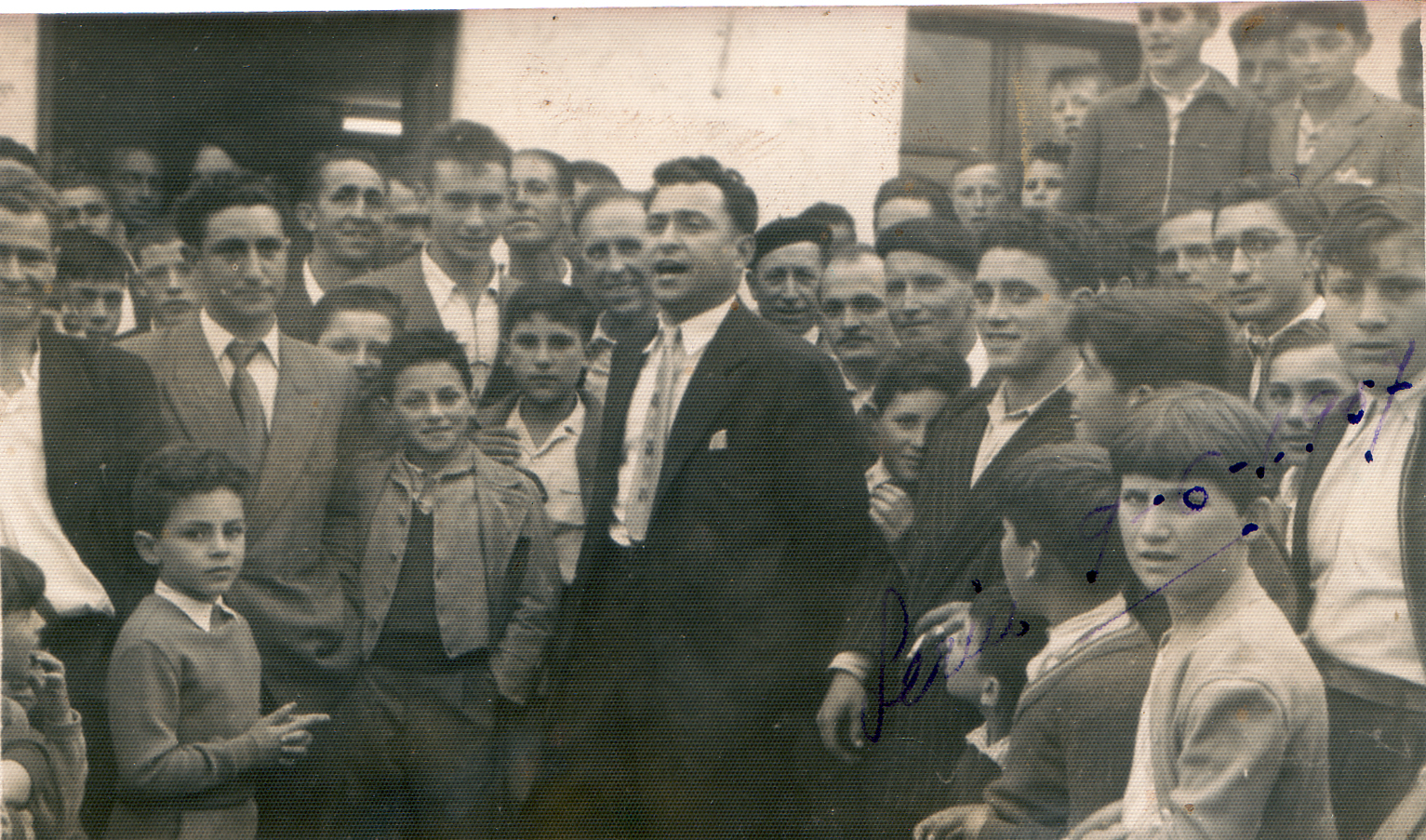
José Noriega cantando en Serín, 9 de junio de 1957

En 1955 ganó el concurso de canción asturiana del diario Región», en el que compitió con 850 aspirantes. Algunos miembros del jurado eran figuras como Cuchichi y Miranda.
José Noriega, de extraordinarias facultades, una voz de gran volumen y pureza y sabiendo cantar, se hizo muy famoso con temas como: "Hay una línea trazada", "¡Ay de mi que me oscurece!", "Vas facer una llamarga", "Tengo de cortar un roble", "Adiós Asturies del alma", "En Gijón canta Noriega" y otras muchas canciones cuyas letras, algunas de ellas, son obra suya.
En marzo de 1956, realiza su primer viaje a Cuba, con los "Coros y Danzas El Pericote" de Llanes, para actuar en el Palacio de los Deportes de La Habana. Graba dos discos acompañado a la gaita por Paco "el gaiteru de Pimiango" y por Rogelio Suárez, hijo de "el gaiteru Santa Clara".

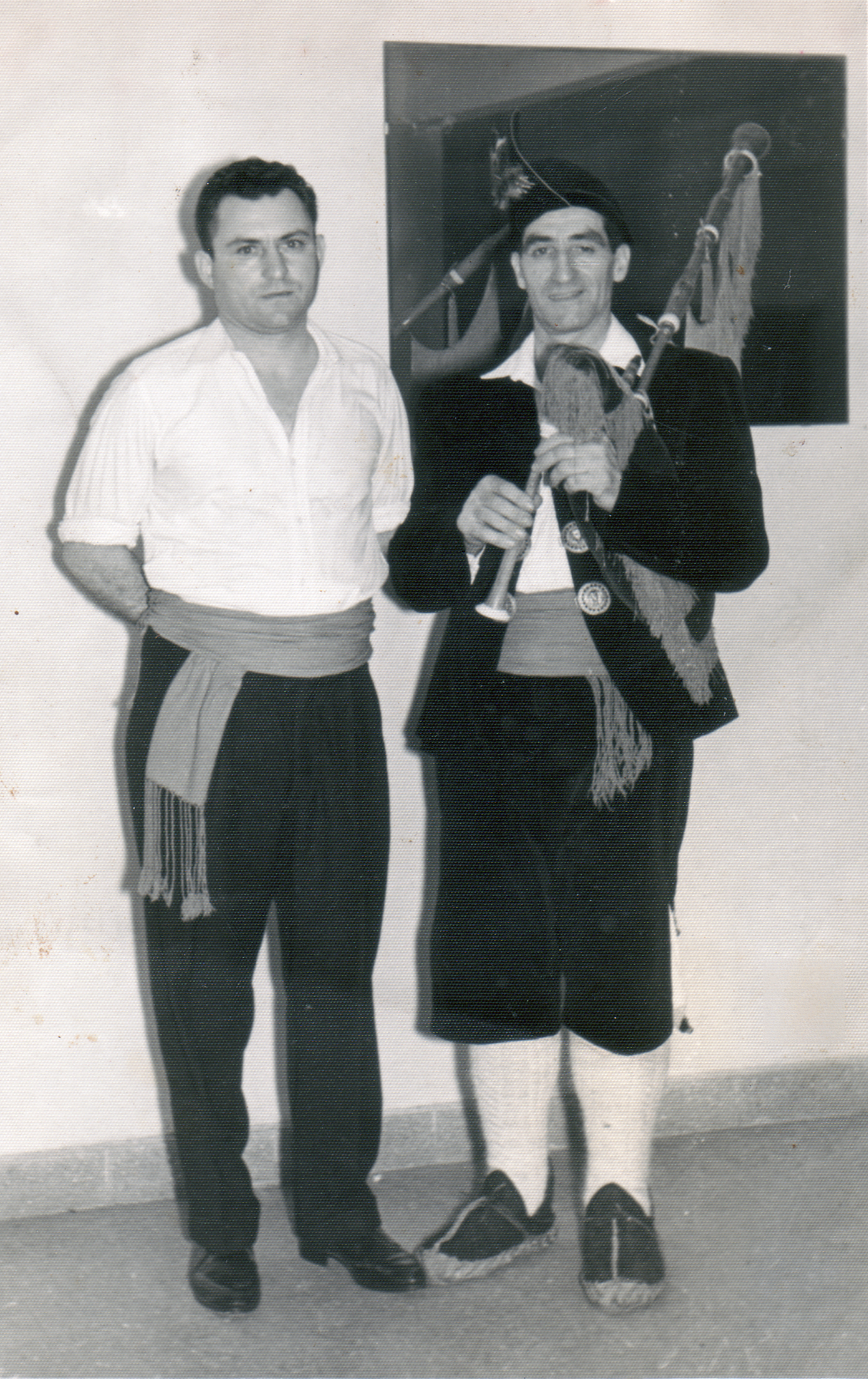
Noriega y Remis en su gira por Latinoamérica (1957-1959)

En 1957 se marchó de gira a Argentina junto con uno de los gaiteros más famosos en la historia musical de Asturias: Remis Ovalle, Gaitero Mayor de Asturias. Debido al gran éxito obtenido pasaron tres años en el continente americano actuando en festivales y Centros Asturianos y en la radio y la televisión; visitaron Chile, Venezuela, Cuba, Puerto Rico, diversas localidades de Florida (Tampa, Miami), México. Fueron patrocinados por la casa de cigarros puros H.Upmann-Montecristo. Graban discos en Argentina, Chile, Venezuela y México.

## "Compañía de Rosario Trabanco". "Asturias Canta", "Así Canta Asturias"
A su regreso, en 1960, se integra en la Compañía Asturiana de Rosario Trabanco.
Durante los años 1967 y 1968 fue unos de los componentes de la compañía de Campeones de Canción Asturiana "Asturias Canta", junto con "El Tordín de Frieres", Ataúlfo Lada Camblor, Agustín Argüelles, Fidel de la Hueria, Tarín de Sotrondio, Margarita Blanco y Silvino Blanco como gaitero.
En 1970 comienza la andadura del grupo de canción asturiana "Así canta Asturias", fundado por él para promover el folclore y la cultura asturiana, e integrado además por: Armando Montes, Celestino Rubiera, Marcelino Fernández "El Manquín", Manolo Ponteo, Agustín Argüelles, "El Tordín" y Diamantina Rguez. Como gaiteru les acompañaba José Antonio "el gaiteru Veriña"; más adelante se unió a ellos Mª Teresa San Pedro y el monologuista Pandiella. El grupo se mantiene unido unos diez años, durante ese periodo será la única asociación folklórica asturiana que propague por todos los rincones de Asturias y fuera de ella -viajan a Bélgica en dos ocasiones- la canción asturiana, contribuyendo notablemente a su difusión.
En Laviana cantó Noriega por última vez para su público, era el año 1997 aproximadamente. Persona orgullosa y exigente consigo mismo siente que no está el cien por cien y piensa que es el momento de retirarse para “salir con los aplausos y no con los pitos”; una decisión difícil, la más triste.
A partir de entonces colabora en muchos concursos como miembro integrante del Jurado calificador aunque, como él dice “preferiría asistir como participante cantando”.

## Homenajes y reconocimientos
Por su labor, dedicación esforzada y sobresaliente, además de por su gran afición y entrega, ha recibido merecidísimos homenajes y reconocimientos. Entre otros: el Urogallo de Bronce 1988 por el Centro Asturiano de Madrid; en 1991 en el Teatro Jovellanos de Gijón recibe un homenaje organizado por el diario "El Comercio" y con la colaboración del Ilustre Ayuntamiento de Gijón; AICA, “Asociación de Intérpretes de la Canción Asturiana”, le hace un homenaje “por su extraordinaria labor como intérprete de la tonada”, Mieres, año 1992; en 1993 es homenajeado en el Teatro Campoamor de Oviedo en el "I Concurso y Muestra de Folklore Ciudad de Oviedo" (con el que colaboraría en las tres ediciones posteriores como miembro del jurado); el “III Homenaje a la Canción Asturiana” del año 1996 se centra en la figura de Noriega “en reconocimiento a su labor por la tonada”, reza la placa que le entregaron; en honor de su brillante trayectoria y de su dedicación a lo largo de su vida a promocionar la tonada y el folklore popular, es homenajeado en la Plaza Mayor de Gijón en 1999; el pueblo de Porrúa, en Llanes, le tributa un homenaje dentro del programa de fiestas de San Justo y San Pastor del año 2002, etc.

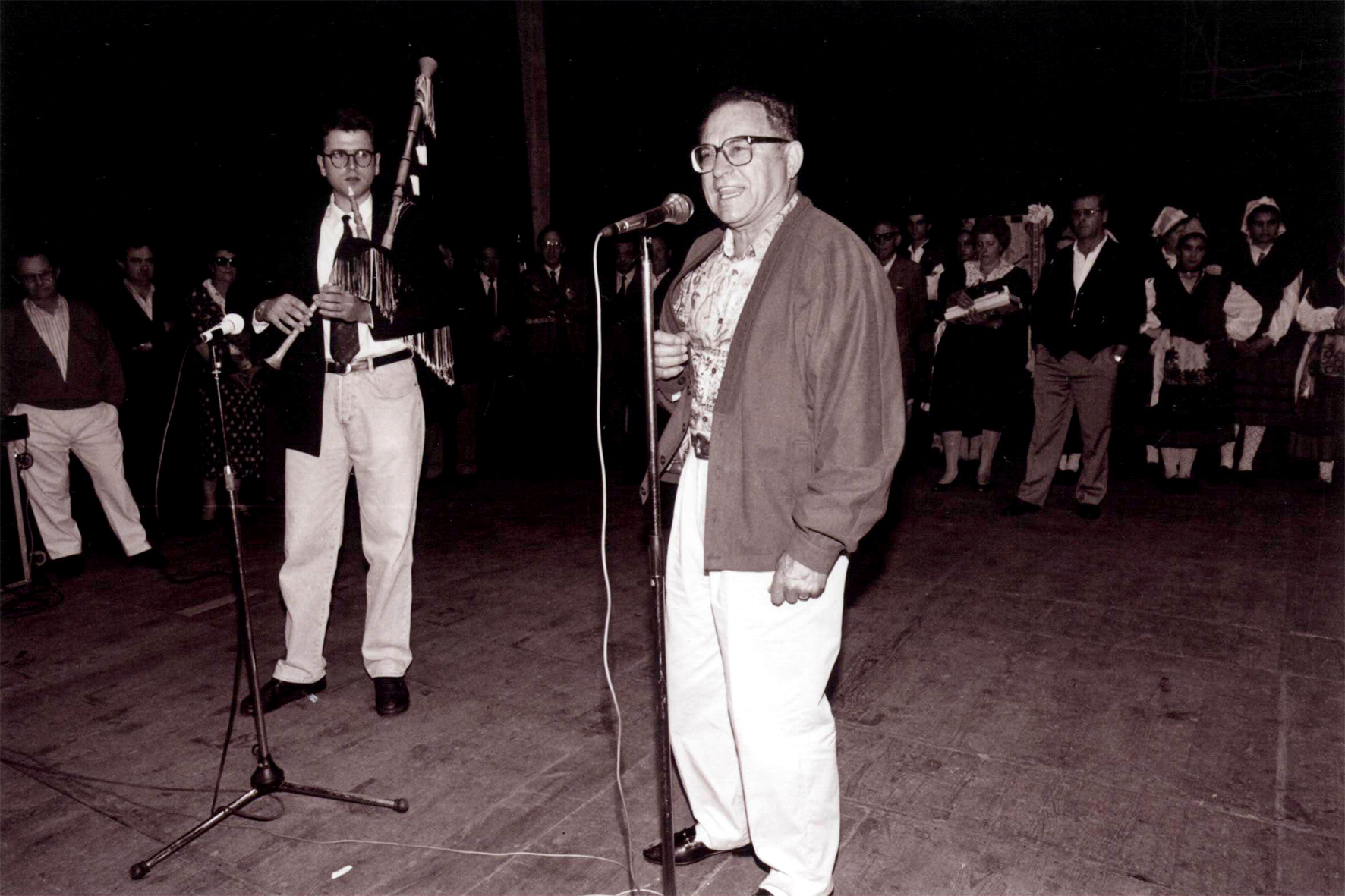
Noriega cantando en el Teatro Jovellanos, festival en su homenaje, 1991

En el año 2003 el Ayuntamiento de Oviedo, inaugura una calle en La Corredoria que lleva el nombre de "José Noriega".
Muchos cantantes y aficionados le reconocen unos méritos importantes a este veterano de la tonada, a quien se considera el mejor cantante asturiano a la gaita de todos los tiempos. Su discografía, popularidad y la admiración del público, son sólo la muestra y el resultado de su gran talento y de su entusiasmo por cantar asturianu. Tiene infinidad de amigos y seguidores, cantantes que se maravillan de la pureza y potencia de su voz, de su naturalidad, sabiduría y personal estilo y sobre los que ha ejercido una gran influencia y aficionados, que siguen aplaudiendo a Noriega, un "fuera de serie", un mito -con mayúsculas- de la canción asturiana.
Fruto de ese sentimiento y amor por la tierrina son algunas de sus frases:
“Yo, la verdad, lo único que hice en mi vida fue cantar y llevar la canción asturiana a muchos rincones en donde había asturianos emigrantes” (“El Comercio”, 30-5-1991).
“La canción asturiana jamás morirá porque está metida de lleno en el alma de Asturias. Antes se decía que no había romería sin palos, y ahora se dice que no hay romería sin canción asturiana ... ¡Adelante con la canción asturiana!”  (“Región”, 28-12-1980).

José Noriega permanecerá para siempre en la memoria de Asturias como el "Gran Campeón de la canción asturiana", que llevó el título y lo mejor de la canción asturiana por toda Asturias, Madrid, Cantabria, Barcelona, Bélgica, a los países de ambas Américas,...

## Canciones
De entre las más de 60 canciones distintas que llegó a grabar, por su cuenta y con discográficas internacionales como EMI-ODEÓN, RCA VICTOR o MOVIEPLAY, destacan por su éxito: «Hay una línea trazada», «Playina la de Xixón», «Tengo de cortar un roble», «Si vas a sacar cuchu», «Ay de mí que me oscurece», «Entre les faldes del monte», «Madre si vas a Xixón», «Ya non vuelvo más a Granda», «Tá floreciendo el maíz», «En la gaita traigo Asturias», «A la salida del Sella», «De la raíz del manzano», «Carpinteru faime un arca», «Vas facer una llamarga», «En Xixón canta Noriega» o «Adiós Asturies del alma».
- Datos: Q10989910
- Multimedia: José Noriega Agüera / Q10989910